# Vladimir Brodziansky
Vladimir Brodziansky   (Prievidza, 8 de maig de 1994) és un jugador de bàsquet eslovac. Amb 2,11 metres d'alçada juga en la posició d'aler pivot.

## Carrera esportiva
Es va formar a les categories inferiors del BC Prievidza, de la lliga eslovaca, equip amb el que va arribar a debutar com a professional a la màxima categoria del seu país, disputant minuts en quatre partits. Després de passar per la Canarias Basket Academy de Las Palmas, Gran Canària, va començar els seus anys d'universitat al community college de Pratt (Kansas), on va jugar una temporada. El 2015 va ser transferit als Horned Frogs de la Universitat Cristiana de Texas, on va jugar les seves tres temporades restants de la NCAA. Després de no ser triat en el draft de l'NBA del 2018, va disputar la NBA Summer League amb els Cleveland Cavaliers, jugant sis partits. El 31 de juliol de 2018 va signar el seu primer contracte professional amb el Monbus Obradoiro de la lliga ACB. L'estiu de 2020 va signar amb el Club Joventut de Badalona un contracte per dues temporades.